# Leandro Kuszko
Leandro Rodrigo Kuszko (n. Ciudad de Buenos Aires, 6 de febrero de 1990) es un futbolista argentino que actualmente juega en el primer equipo del Porvenir de Gerli

## Historia
De padres humildes, vivió su infancia en Villa Fiorito, donde siempre se destacó de sus habilidades futbolísticas. De familia de comerciantes humilde y sencilla.

## Trayectoria
Surgido de las inferiores de Boca Juniors, Kuszko, jugó en la 4.ª división del club xeneize y llegó a estar en el banco de suplentes de la 3.ª.
Tras ir al banco de suplentes en aquel partido de Reserva, la dirigencia de Boca Juniors decidió cederlo a préstamo en el 2011 al F. K. Partizan de Belgrado, Serbia, aprovechando su doble nacionalidad argentino-polaca.
Una vez regresado de Serbia, fue transferido al Clube Náutico Marcílio Dias de Itajaí, Santa Catarina, una ciudad sureña del Brasil cuyo equipo milita en la Serie “C” del “Brasileirao”.

### Huracán
Regresado al país, el 15 de agosto de 2012 se incorporó al Club Atlético Huracán. Firmó su vínculo por un año con el conjunto de Parque Patricios.
Su debut profesional se produjo el 3 de diciembre de 2012, cuando en el minuto 68 de un partido que Huracán perdió ante Defensa y Justicia por 2 a 1 en Florencio Varela. Hasta el momento, con sus 24 años de edad, Kuszko no ha logrado arrancar un partido como titular siendo profesional del fútbol, al menos en el fútbol Argentino.

### Platense
El 6 de julio de 2014, el Club Atlético Platense, compra el pase del delantero dándole un año de contrato.

## Clubes
| Club                        | País      | Año           |
| --------------------------- | --------- | ------------- |
| Boca Juniors                | Argentina | 2009 - 2011   |
| F. K. Partizan              | Serbia    | 2011          |
| Clube Náutico Marcílio Dias | Brasil    | 2012          |
| Huracán                     | Argentina | 2012 - 2014   |
| Platense                    | Argentina | 2014 - 2017   |
| El Porvenir                 | Argentina | 2017          |
| Dock Sud                    | Argentina | 2018 - 2019   |
| Leandro N. Alem             | Argentina | 2019 - 2022   |
| Deportivo Español           | Argentina | 2022 - 2024   |
| El Porvenir                 | Argentina | 2024-presente |